# Gerardo Horacio Bassi
Gerardo Horacio Bassi (Goya, Provincia de Corrientes, 9 de septiembre de 1955) es un profesor, empresario y político de Corrientes, Argentina.
Fue elegido Intendente de Goya para el período 2013—2017. Previamente, en el mismo municipio, fue viceintendente (2009-2013) y director de Deportes (2005-2009). Asumió como presidente del Consejo Departamental Goya del Partido Justicialista el miércoles 2 de septiembre de 2015 y como presidente del Consejo Provincial del Partido Justicialista el 21 de agosto de 2015; cargos que ostenta actualmente.